# Tom Chilton

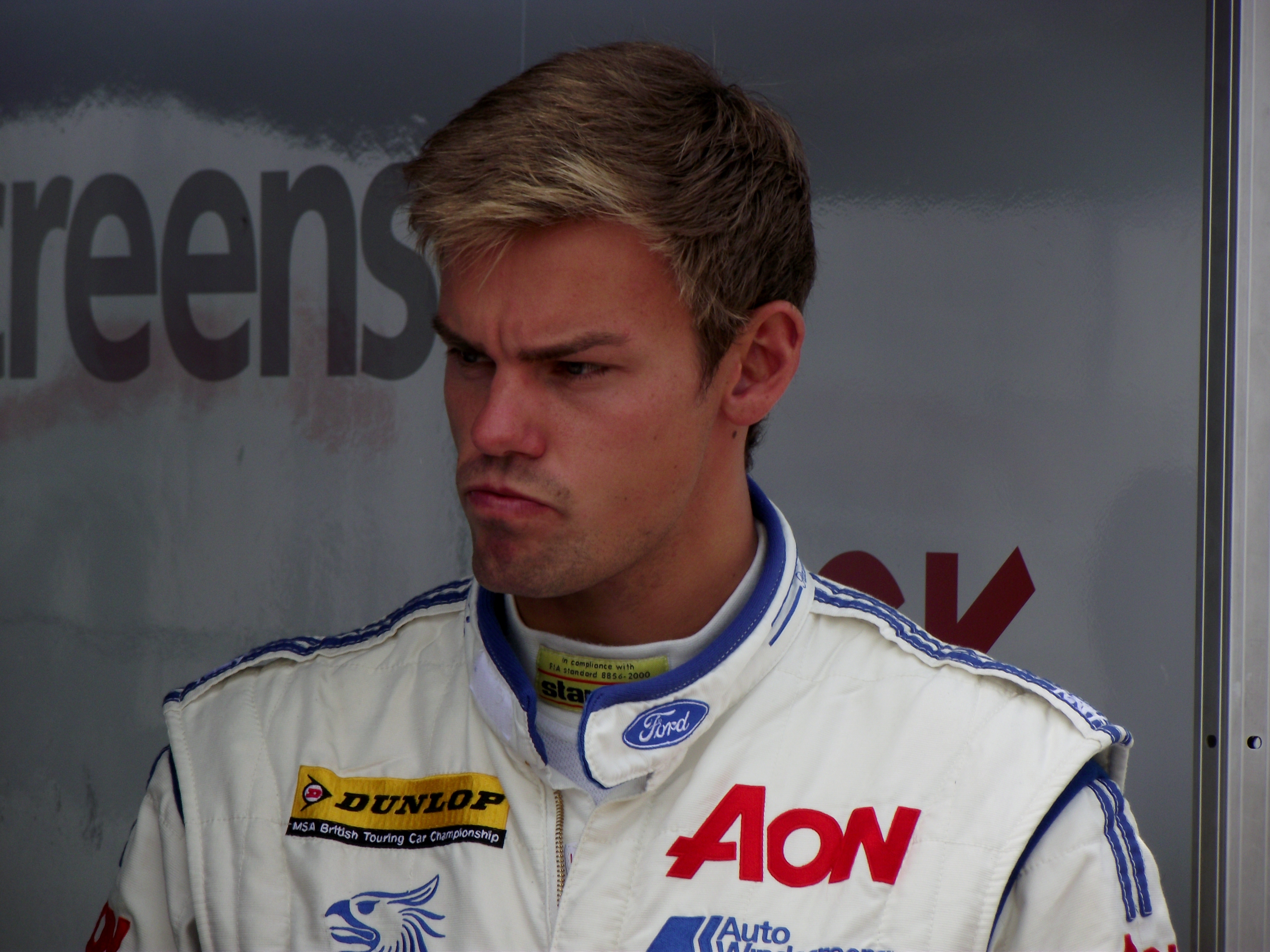
Tom Chilton in 2011.

Thomas James "Tom" Chilton (Reigate, 15 maart 1985) is een Brits autocoureur. Hij is de oudere broer van Max Chilton, die in 2013 zijn debuut maakte in de Formule 1. Hij doet nu mee aan het World Touring Car Championship met een Citroën van Sébastien Loeb Racing.

## Carrière
In 1999 en 2000 nam Chilton deel aan de BRSCC T Cars en won in 2001 het winterkampioenschap van de BRSCC Saloon Cars.
In 2002 maakte Chilton zijn debuut in het BTCC in een Vauxhall Astra Coupé voor het team Barwell Motorsport. In zijn eerste race ooit op Brands Hatch werd hij meteen derde achter Matt Neal en Dan Eaves. Hierna behaalde hij nog zesmaal punten en eindigde hiermee als vijftiende in het kampioenschap en als vijfde in het independentskampioenschap.
In 2003 eindigde Chilton als negende in het BTCC-kampioenschap in een fabrieks-Honda Civic voor het team Arena Motorsport. In 2004 had het team echter geen fabriekssteun meer van Honda, dus moest Arena van drie auto's naar één auto, die werd ingezet voor Chilton. In de derde race in het raceweekend op Silverstone behaalde Chilton zijn eerste BTCC-overwinning, waarmee hij de jongste winnaar ooit werd in het kampioenschap. Ook won hij de tweede race op Donington Park, waarmee hij opnieuw als negende in het kampioenschap eindigde.
In 2005 zou Chilton oorspronkelijk deelnemen aan de Deutsche Tourenwagen Masters voor MG Rover, maar door het faillissement van dit merk ging dit niet door en kwam hij opnieuw uit in het BTCC voor Arena. Ondanks dat hij het eerste en het laatste raceweekend miste, eindigde hij met vier overwinningen als vijfde in het kampioenschap. Hij nam dat jaar ook deel aan de ALMS en de LMS voor Zytek, waarbij hij in beide klassen races won.
In 2006 tekende Chilton voor VX Racing om dat jaar in het BTCC te rijden in een Vauxhall Astra. Hij won echter geen enkele race en eindigde als zevende in het kampioenschap. In 2007 reed Chilton opnieuw voor het team in een Vauxhall Vectra, waar hij opnieuw geen races won en als negende eindigde. Dat jaar reed Chilton met zijn broer Max in een Zytek tijdens de 1000 km van Silverstone.
In 2008 wilde Chilton niet meer voor VX Racing rijden, waarna hij in 2008 overstapte naar Team Dynamics. In het laatste raceweekend op Brands Hatch won hij voor het eerst sinds 2005 een overwinning in het BTCC, waardoor hij als tiende eindigde in het kampioenschap.
In 2009 keerde Chilton terug naar Arena Motorsport, dat inmiddels haar naam had veranderd naar Team Aon, om in een Ford Focus te rijden. Het grootste deel van het jaar bracht hij door met het ontwikkelen van de auto, waardoor hij als dertiende in het kampioenschap eindigde.
In 2010 bleef Chilton rijden voor Team Aon. Op Brands Hatch behaalde hij zijn eerste overwinning voor het team, waarna hij op Silverstone hier twee overwinningen aan toevoegde. Hij eindigde uiteindelijk als vijfde in het coureurskampioenschap en behaalde de titel in het independentskampioenschap met slechts twee punten voorsprong op Steven Kane.
In 2011 reed Chilton opnieuw bij Team Aon. Aanvankelijk waren de resultaten niet goed, maar hij behaalde pole position en de overwinning op het Knockhill Racing Circuit. Ook won hij de laatste race van het seizoen op Silverstone, waardoor hij als zevende in het kampioenschap eindigde.
In 2012 maakte Chilton zijn debuut in het World Touring Car Championship voor Arena Motorsport in een Ford Focus, naast voormalig BTCC-concurrent James Nash. Alhoewel hij nieuw was in het kampioenschap, kwam hij niet in aanmerking voor het independentskampioenschap door zijn ervaring in het BTCC. Het team kende een moeilijk seizoen waarin slechts enkele malen punten werden gescoord. Chilton eindigde uiteindelijk als 22e in het kampioenschap, twee posities achter teamgenoot Nash. Na het seizoen stopte Arena Motorsport met het WTCC nadat zij de steun van Ford verloren, waardoor Chilton en Nash zonder zitje kwamen.
Chilton stapte over naar RML in het WTCC seizoen 2013 in een Chevrolet Cruze naast voormalig wereldkampioen Yvan Muller. Hij behaalde enkele podiumplaatsen voordat hij op de Sonoma Raceway zijn eerste overwinning behaalde in het kampioenschap. Hij eindigde dit kampioenschap op plaats vijf.
In 2014 en 2015 kwam Chilton uit voor het team van ROAL Motorsport met een Chevrolet van RML. Zijn teamgenoot was de Nederlander Tom Coronel. Sinds 2016 rijdt Chilton in een Citroën van het team van Sébastien Loeb Racing.

## Verschijningen op TV
Chilton was een van de coureurs die genoemd werd als The Stig in het programma Top Gear nadat de eerste Stig zijn identiteit had onthuld.
Chilton verscheen zelf ook in enkele Top Gear-afleveringen. In aflevering 5 van seizoen 5 was hij een van de coureurs in de "People Carrier Race". In aflevering 1 van seizoen 6 was hij een deelnemer in de voetbalwedstrijd gespeeld door Toyota Aygo's. In aflevering 6 van seizoen 10 nam hij opnieuw deel aan een race in een motorhome van Chevrolet in een race waarin ook presentator Richard Hammond meedeed. In aflevering 5 van seizoen 12 reed hij een dubbeldekkerbus, welke hij om liet slaan. Eerder in de aflevering reed hij ook al tegen Jeremy Clarkson in een BMW M3. In aflevering 4 van seizoen 14 deed hij opnieuw mee in een race in vliegveldvoertuigen. In aflevering 2 van seizoen 20 deed hij mee in een race met enkel taxi's.
In 2009 verscheen Chilton samen met BTCC-concurrent Anthony Reid in een videoclip van singer-songwriter Andy J. Gallagher.